# Matteo Corazzi
Matteo Corazzi (Gubbio, 10 settembre 1994) è un ex rugbista a 15 e dirigente sportivo italiano, attivo nel ruolo di terza linea ala e capitano del Mogliano in TOP10.

## Biografia
Nato a Gubbio, crebbe sportivamente nelle giovanili del club cittadino e poi in quelle del CUS Perugia. Nel 2011 entrò nell'orbita delle accademie nazionali della FIR, prima in quella di Roma e poi in quella di Tirrenia. Ciò consentì al rugbista umbro di ottenere le convocazioni per la Nazionale italiana Under-18 e poi per la Nazionale Under-20 in occasione del Sei Nazioni ed il mondiale di categoria. Quest'ultima occasione, però, gli venne preclusa da un infortunio al ginocchio.
Nel 2013 venne ingaggiato dal Mogliano, squadra campione d'Italia in carica, per disputare il campionato d'Eccellenza, scendendo in campo solo in poche occasioni, causa un altro infortunio al ginocchio; tra queste, da segnalare una presenza nell'European Rugby Challenge Cup. Il rapporto con il club proseguì, ottenendo nelle due stagioni successive l'accesso ai play-off per lo scudetto; nella stagione 2017-18 ne diventò capitano.
Tra il 2015 e il 2017 fu selezionato nell'Italia Emergenti, disputando undici partite in diverse edizioni della Nations Cup.
Nel 2021, abbandona l'attivitá sul campo per spostarsi alla dirigenza dei centri di formazione per le giovanili della nazionale italiana di rugby.